# Wałczyk stalowy
Wałczyk stalowy (Magdalis frontalis) – gatunek chrząszcza z rodziny ryjkowcowatych. Zamieszkuje krainę palearktyczną od Półwyspu Iberyjskiego i Afryki Północnej po Syberię. Żeruje na sośnie zwyczajnej.

## Taksonomia
Gatunek ten opisany został po raz pierwszy w 1827 roku przez Leonarda Gyllenhaala pod nazwą Thamnophilus frontalis.

## Morfologia
Chrząszcz o ciele długości od 4 do 6,3 mm. Ubarwienie ma czarne, z wierzchu z niebieskim połyskiem, od spodu z szarymi łuskami na episternitach i epimerytach śródpiersia i zapiersia, niekiedy z częściowo czerwonobrunatnymi czułkami. Głowa ma oczy nie wystające poza jej zarys. Ryjek jest dłuższy od głowy, mocno zakrzywiony, dość gruby, gęsto punktowany. Przedplecze jest wyraźnie szersze niż dłuższe, zwężone tylko w przedniej części, a w tylnej równoległoboczne albo od nasady zwężone ku przodowi i wskutek tego stożkowate. Tylne kąty są słabo odgięte na zewnątrz. Tarczka jest dość duża, w przedniej części pochylona w dół, w tylnej leżąca na poziomie pokryw. Pokrywy mają nasadę szerszą od przedplecza, przed barkami wysuniętą ku przodowi łukowato, a ku tarczce wyciętą. Rzędy są dość wąskie, słabo wgłębione, zaś międzyrzędy znacznie szersze, z jednym lub dwoma nieregularnymi szeregami malejących ku tyłowi, gęsto rozmieszczonych punktów i drobnym marszczeniem między nimi. Odnóża przedniej pary stykają się biodrami. Uda wszystkich par mają ząbki.

## Ekologia i występowanie
Zarówno larwy, jak i postacie dorosłe są fitofagami sosny pospolitej. Larwy są ksylofagami. Żerują na pędach szczytowych, zwłaszcza położonych w koronie. Drążą chodniki w ich rdzeniach. Preferują drzewa młodsze.
Parazytoidami wałczyka stalowego są Ontsira antica, Spathius brevicaudis i Spathius rubidus – błonkówki z rodziny męczelkowatych.
Gatunek palearktyczny. W Europie znany jest z Hiszpanii, Wielkiej Brytanii, Francji, Belgii, Holandii, Niemiec, Austrii, Włoch, Danii, Szwecji, Norwegii, Finlandii, Estonii, Łotwy, Litwy, Polski, Czech, Słowacji, Węgier, Białorusi, Ukrainy, Rumunii, Bułgarii, Grecji oraz europejskich części Rosji i Turcji. Poza tym zamieszkuje Afrykę Północną, azjatycką Turcję i Syberię. W Polsce jest owadem rzadko i sporadycznie spotykanym.